# 크루족
크루족(Kru)은 서아프리카 코트디부아르 서부와 라이베리아 동부에 걸친 지대에 사는 원주민족이다. 또한 시에라리온 프리타운을 비롯하여 여러 서아프리카 해안 지대에 이주한 크루족 집단들도 있다. 크루족은 넓은 민족분류로서 하위에 베테(Bété), 바사(Bassa), 크루멘(Krumen), 웨에(Guéré), 그레보(Grebo), 클라오(Klao), 디다(Dida), 크란(Krahn), 자보(Jabo) 등 다양한 부족집단이 포함된다. 해안에서 어업과 교역을 하던 덕에 크루족은 본래 항해 능력이 뛰어났고, 이로 인해 식민시대에 유럽인들은 크루족을 노예노동보다 교역과 노예선의 운항에 더 적합하다고 여겨 "자유인" 신분으로 두었다. 이들은 자신이 자유인임을 나타내기 위해 이마나 코에 문신을 하기도 했다. 이때 노예무역선에 크루족을 자유인 신분으로 고용한 백인들이 이들을 선원(crewman, krumen)으로 부르던 것이 "크루족"이라는 이름으로 굳어졌다고 추정된다.
이들은 오늘날 라이베리아 인구의 7%를 차지하는데 크란족, 마노족과 함께 라이베리아에서 정치, 사회적으로 주요한 역할을 하는 민족집단이다. 라이베리아의 제24대 대통령 엘런 존슨 설리프와 전 축구선수이자 제25대 대통령인 조지 웨아, 코트디부아르의 제10대 대통령 로랑 그바그보 등이 크루족 혈통이다.

## 같이 보기
- 크루어군